# St. Pankratius (Burgdorf)

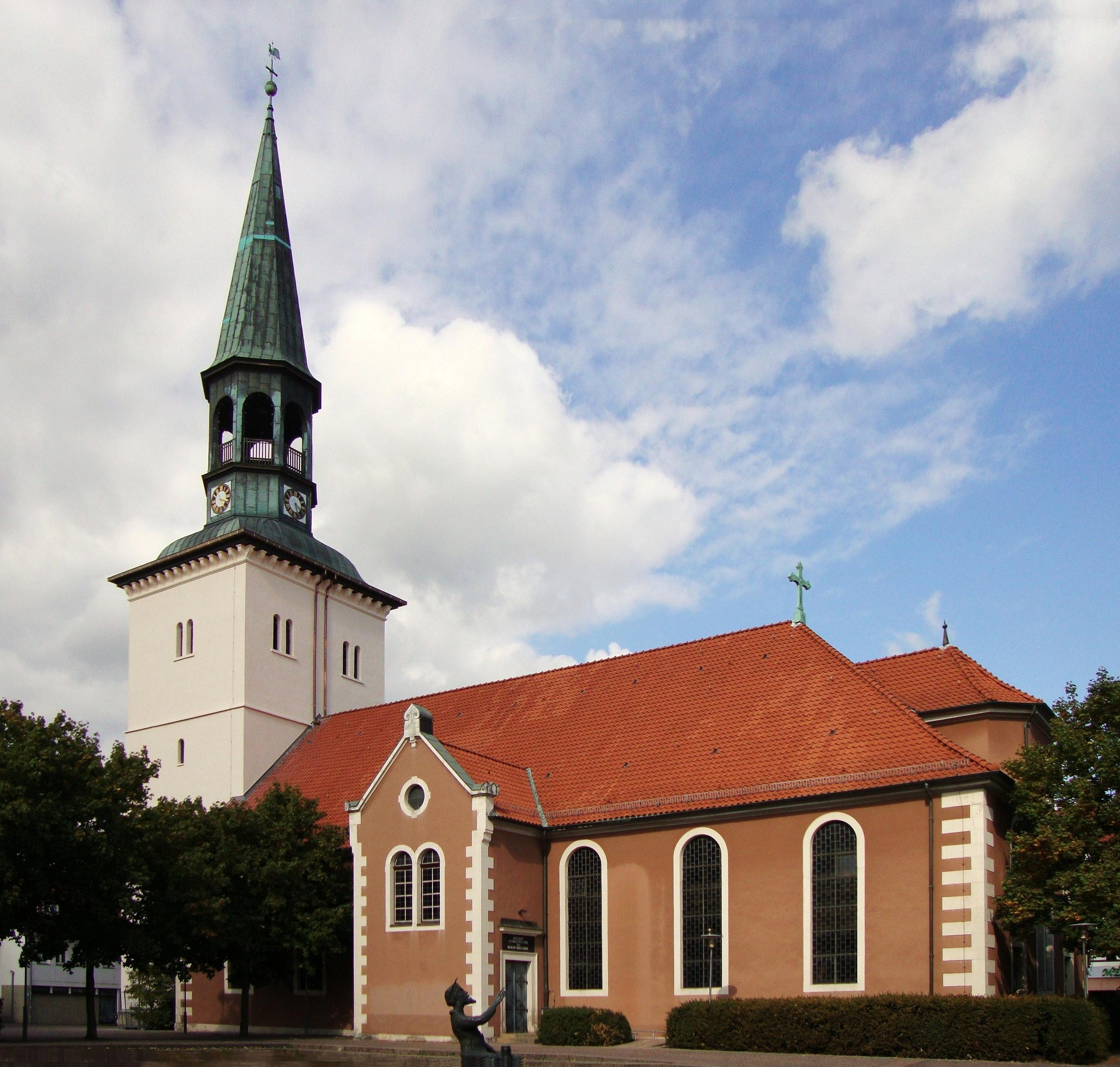
St. Pankratius in Burgdorf

St. Pankratius ist die evangelisch-lutherische Hauptkirche von Burgdorf in der Region Hannover. Sie wurde 1813 im klassizistischen Stil erbaut.

## Geschichte
An der Stelle der heutigen Kirche gab es mehrere Vorgängerbauten. Die früheste urkundliche Erwähnung stammt aus dem 13. Jahrhundert, doch deutet das Pankratius-Patrozinium auf einen noch früheren Ursprung. Vermutlich in der Kleinen Hildesheimer Stiftsfehde (1420–1422) wurde die romanische Kirche, aus der der Taufstein stammt, zerstört. Der gotische Nachfolgebau, der nur einen hölzernen Glockenturm besaß, ging beim großen Stadtbrand von 1809 unter. Der Neubau wurde unter Superintendent Johann Heinrich Heinrichs vollendet.
Seit 1526 ist die Burgdorfer Kirche evangelisch-lutherisch.
Zur Pankratiuskirche gehörten anfangs 21 Dörfer, 1624 waren es laut Chronik des damaligen Superintendenten Fathschildt noch zwölf. 1859 starb Philipp Spitta als Superintendent von Burgdorf. Heute (Stand Januar 2021) gehören zur Pankratiusgemeinde, die zum Kirchenkreis Burgdorf der Evangelisch-lutherischen Landeskirche Hannovers gehört, 7300 Gemeindemitglieder.

## Baubeschreibung

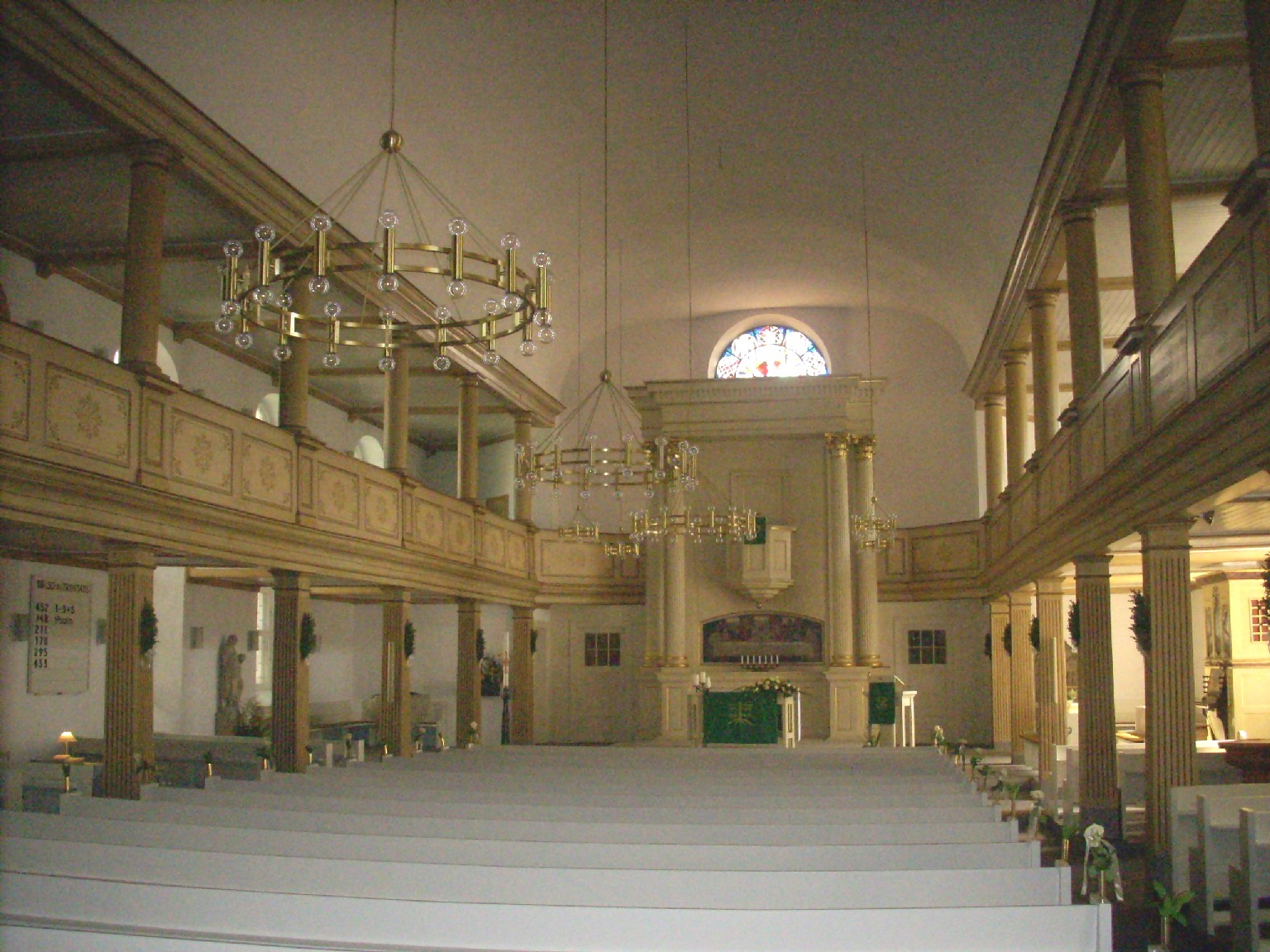
Innenansicht

An den massigen rechteckigen Turm mit hoher Laterne im Westen schließt sich die rötlich verputzte Saalkirche mit querschiffartiger Eingangshalle im Süden und abgesetztem Altarbereich im Osten an. Die Rundbogenfenster des Langhauses nehmen die gesamte Höhe des Baus ein und sind weiß umrandet. Weiße Zierleisten mit quadrischen Querstreben markieren auch die Ecken. Über den Portalen mahnen lateinische Bibelworte zur Andacht und Rechtschaffenheit.
Der Innenraum zeigt den Charakter einer Predigtkirche. Der weiße Säulenaufbau der Kanzelaltarwand mit goldenen Zierelementen (1956 erneuert) und die hellbraune umlaufende Emporengalerie mit Pfeilern im Erdgeschoss, Säulen im Obergeschoss und dunkelbraunen Ornamenten am Geländer sind in klassizistischen Formen aus Holz gefertigt. Das älteste Ausstattungsstück ist die romanische Sandsteintaufe (Kopie; Original im Landesmuseum Hannover), das jüngste der Fürbittleuchter von Hilko Schomerus. Das Abendmahlsbild über dem Altar schuf Carl Wiederhold im Jahr 1900.

### Orgel

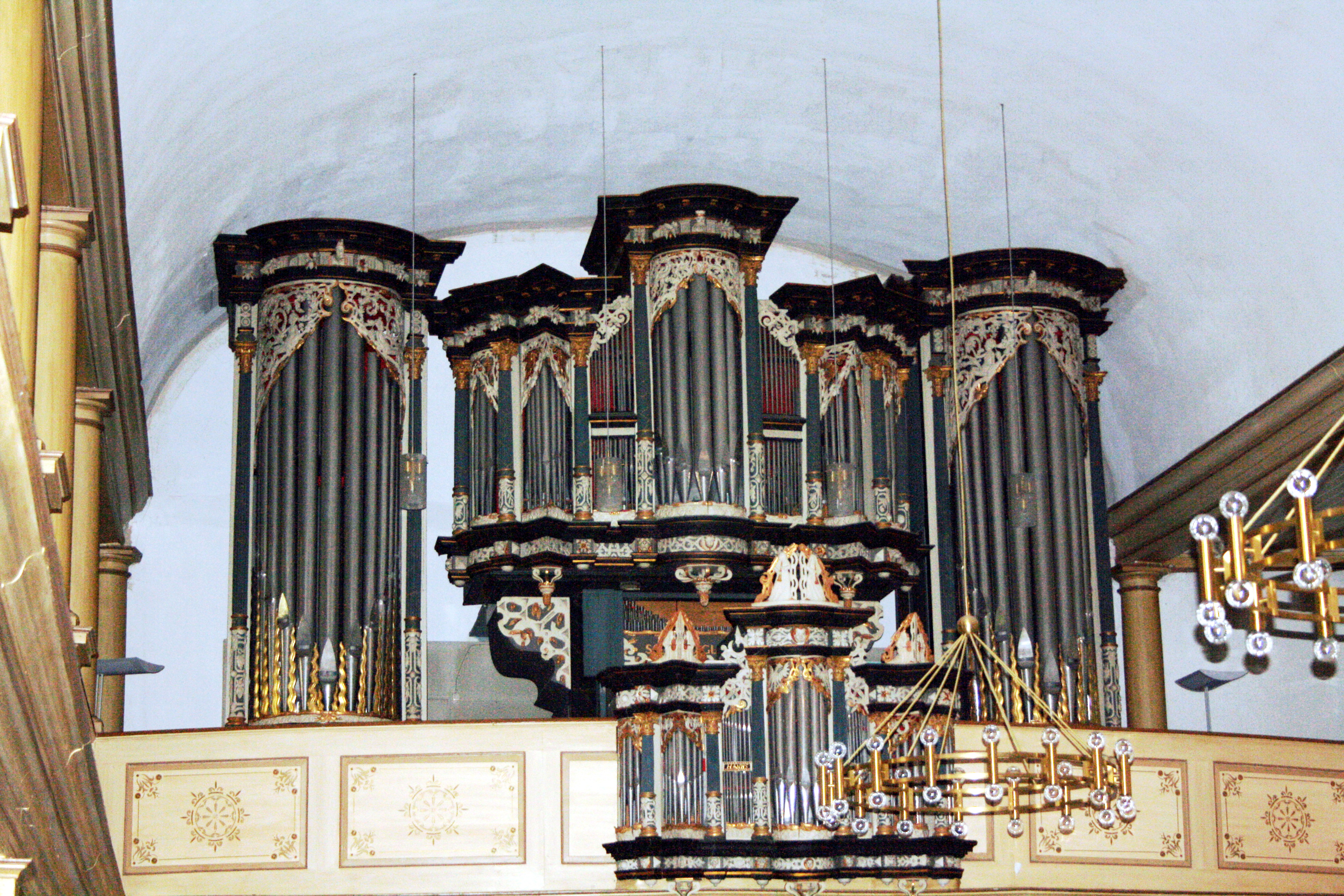
Orgelprospekt mit Rückpositiv von 1585

Die Orgel wurde 1965/66 von der Orgelbaufirma Hillebrand (Isernhagen) in dem denkmalgeschützten Orgelgehäuse von Hans Scherer dem Älteren erbaut. Die Disposition orientiert sich an einem Instrument von 1585, das sich in der Kirche befand, aber im Laufe der Zeit durch Umbauten verloren ging. Das Instrument hat 31 Register (ca. 1800 Pfeifen) auf drei Manualen und Pedal. Die Trakturen sind mechanisch.
| I Rückpositiv C–d3 |             |       |
| 1.                 | Gedackt     | 8′    |
| 2.                 | Prinzipal   | 4′    |
| 3.                 | Rohrflöte   | 4′    |
| 4.                 | Oktave      | 2′    |
| 5.                 | Quinte      | 2 ⁄3′ |
| 6.                 | Scharf III  |       |
| 7.                 | Vox humana  | 8′    |
|                    | Zimbelstern |       |
|                    | Tremulant   |       |

| II Hauptwerk C–d3 |              |     |
| 8.                | Gedackt      | 16′ |
| 9.                | Prinzipal    | 8′  |
| 10.               | Rohrflöte    | 8′  |
| 11.               | Oktave       | 4′  |
| 12.               | Oktave       | 2′  |
| 13.               | Gemshorn     | 2′  |
| 14.               | Mixtur IV-VI | 2′  |
| 15.               | Zimbel III   |     |
| 16.               | Trompete     | 8′  |

| III Brustwerk C–d3 |           |        |
| 17.                | Flöte     | 4′     |
| 18.                | Rohrflöte | 2′     |
| 19.                | Terz      | 1 3⁄5′ |
| 20.                | Quinte    | 1 ⁄3′  |
| 21.                | Oktave    | 1′     |
| 22.                | Regal     | 8′     |
|                    | Tremulant |        |

| Pedal C–es1 |           |     |
| 23.         | Prinzipal | 16′ |
| 24.         | Oktave    | 8′  |
| 25.         | Gedackt   | 8′  |
| 26.         | Oktave    | 4′  |
| 27.         | Mixtur IV |     |
| 28.         | Posaune   | 16′ |
| 29.         | Trompete  | 8′  |
| 30.         | Trompete  | 4′  |
| 31.         | Cornett   | 2′  |

- Koppeln I/II, III/II, II/P

### Glocken

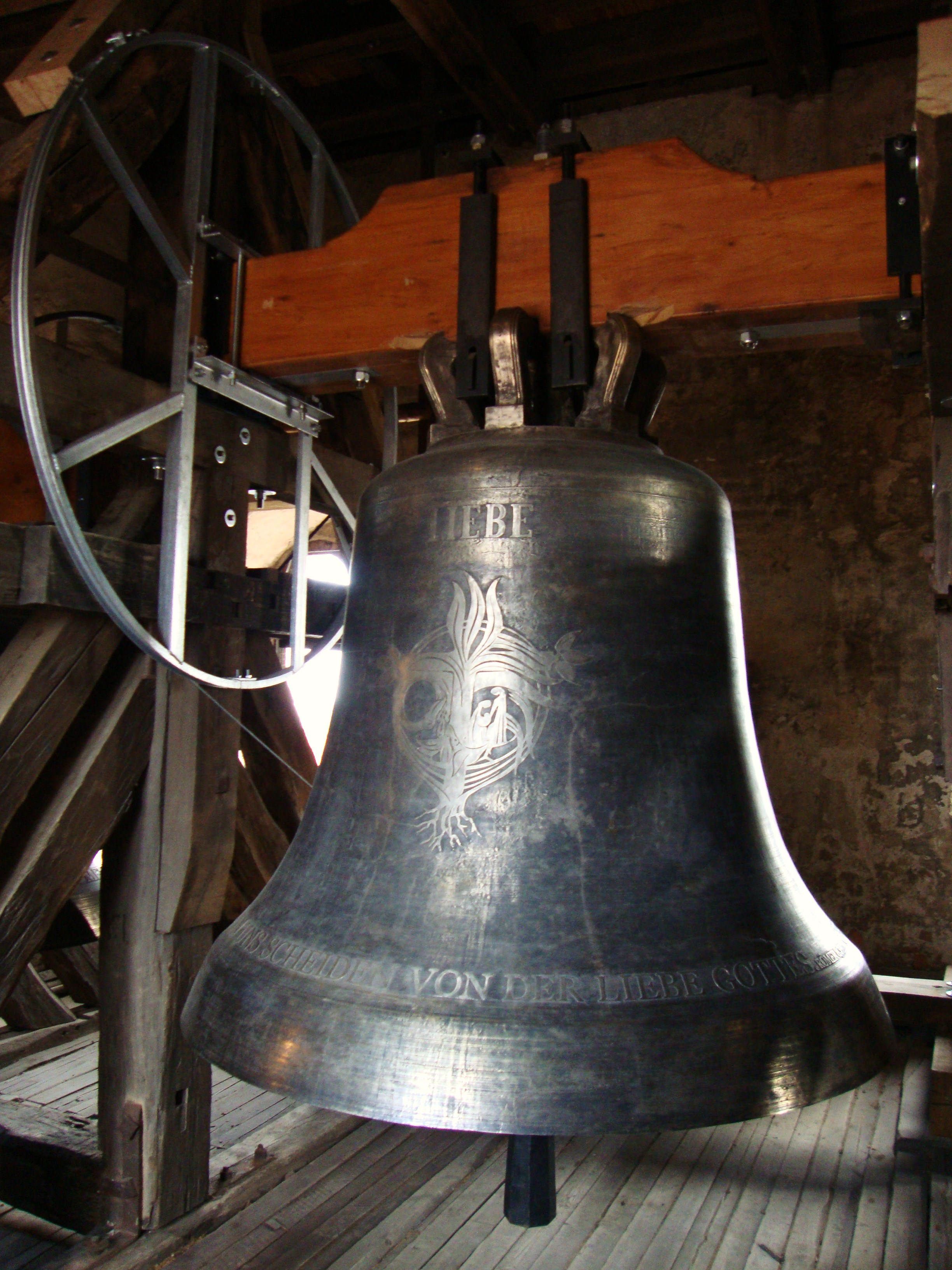
Die große Glocke Liebe hängt im mittleren Gefach des Glockenstuhls. Die Glockenzier schuf der Burgdorfer Künstler Hilko Schomerus.

Im hölzernen Glockenstuhl der Glockenstube hängen vier Glocken. Im Jahre 2009 goss die Glockengießerei Bachert in Karlsruhe drei Glocken, die die abgängigen und schadhaft gewordenen beiden Eisenhartgussglocken (f1, 1470 mm ⌀ und g1, 1270 mm ⌀) und die eine Gussstahlglocke (h0, 1810 mm ⌀, hinter der Kirche abgestellt) ersetzen; die ältere Läuteglocke von 1815 wurde bei der Firma Lachenmeyer in Nördlingen saniert. Die neuen Glocken tragen am Wolm folgende Inschriften in Versalien:
- Glocke 1: NICHTS KANN UNS SCHEIDEN VON DER LIEBE GOTTES. GERECHTIGKEIT UND FRIEDE WERDEN SICH KÜSSEN.
- Glocke 2: FÜRCHTE DICH NICHT, GLAUBE NUR! MIT MEINEM GOTT KANN ICH ÜBER MAUERN SPRINGEN.
- Glocke 4: GOTT WIRD ABWISCHEN ALLE TRÄNEN VON IHREN AUGEN UND DER TOD WIRD NICHT MEHR SEIN. FREUT EUCH, DASS EURE NAMEN IM HIMMEL GESCHRIEBEN SIND.

In der Turmlaterne sind zwei Uhrschlag-Glocken starr aufgehängt; die Viertelstundenglocke ist die älteste vorhandene Glocke der Kirche.
Im Folgenden eine Datenübersicht:
| Nr. | Name                 | Gussjahr | Gießer                             | Durchmesser (mm) | Masse (kg) | Schlagton (HT-1/16) |
| 1   | Liebe                | 2009     | Glockengießerei Bachert, Karlsruhe | 1955             | 4682       | a0 –11              |
| 2   | Glaube               | 2009     | Glockengießerei Bachert, Karlsruhe | 1465             | 1886       | d1 –7               |
| 3   | −                    | 1815     | Heinrich Ludwig Damm, Hildesheim   | 1250             | 1164       | e1 –6               |
| 4   | Hoffnung             | 2009     | Glockengießerei Bachert, Karlsruhe | 1141             | 958        | fis1 –7             |
| I   | Stundenglocke        | 1852     | Siegmund Andreas Lange, Hildesheim | ~700             | 180        | c2                  |
| II  | Viertelstundenglocke | 1500     | unbekannt                          | ~300             | 40         | a2                  |

Die Läuteordnung sieht das Vollgeläut aller vier Glocken nur für höhere Festtage vor. An kleineren Festtagen wie Gründonnerstag, Altjahrsabend und Ewigkeitssonntag erklingen die drei großen Glocken (a0–d1–e1). Dagegen findet an den Sonntagen nach Ostern und nach Weihnachten sowie zum Erntedankfest der D-Dur-Quartsextakkord (a0–d1–fis1) Verwendung. Am Aschermittwoch, zu den Sonntagen der Passions- und Adventszeit und am Buß- und Bettag erklingt das ernste Duett der beiden tontiefsten Glocken (a0–d1). Alle übrigen Sonntage werden durch das Geläut der drei kleineren Glocken (d1–e1–fis1) angekündigt. Zwei Glocken läuten jeweils zu Taufen (d1–fis1) und Trauungen (d1–e1). Zu Beerdigungen ertönt die große Glocke allein, ebenso am Karfreitag zum Gottesdienst. Für das Mittagsläuten um 12 Uhr und das Abendläuten um 18 Uhr ist Glocke 2 vorgesehen, die während des Vaterunsers im Gottesdienst sieben Mal (für die sieben Bitten des Vaterunsers) angeschlagen wird.

## Persönlichkeiten
- Rainer Müller-Brandes (* 1968), heutiger Stadtsuperintendent für Hannover, war von 2004 bis 2012 Gemeindepastor in Burgdorf[3]